# Dianópolis
Dianópolis é um município brasileiro do estado do Tocantins.

## História
A cidade ficou bastante conhecida pelo “Barulho do Duro” ou “Chacina do Duro”, em 1919, quando um conflito coronelístico levou ao massacre de nove cidadãos ligados ao poderoso clã dos Wolney. A história teve repercussão nacional e foi base para o livro O Tronco, de Bernardo Élis. Os mortos foram enterrados em praça pública, denominada hoje de "Praça da Capelinha".
Em 1962, novamente atraiu interesse nacional com a descoberta de um campo de treinamento guerrilheiro.

## Geografia

### Relevo
O município é considerado como o segundo mais alto do estado do Tocantins, perdendo apenas para o município de Arraias.